# Medal Służby Ogólnej (1962)
Medal Służby Ogólnej (ang. General Service Medal 1962, GSM 1962) – brytyjski medal ustanowiony rozkazem Ministra Obrony nr 61 z dnia 6 października 1964 r., który zadecydował, że trzy rodzaje wojsk (Royal Navy, British Army i Royal Air Force) powinny mieć identyczny medal za służbę, z właściwą klamrą wydaną dla nagrodzonego.

## Zasady nadawania
Jeśli odbiorca medalu był już nagrodzony medalem, powinna mu być wydana dodatkowa klamra do nadanych wcześniej. Tak jak poprzednie medale Naval General Service Medal (1915) i General Service Medal (1918), GSM 1962 nigdy nie był wydawany bez klamer.
Przyznawanie jakichkolwiek nowych klamer do GSM zakończono 31 grudnia 1999 po wprowadzeniu nowego medalu Operational Service Medal (OSM) 1 stycznia 2000 roku.
Irlandia Północna nadal była kwalifikacją dla GSM i klamra była nadal przyznawana pod warunkiem, że wymagana służba była kompletna.

## Klamry medalu
Borneo
Kiedy generał Walter Walker przybył na Borneo w grudniu 1962 aby przeciwstawić się indonezyjskim "wolontariuszom" przenikającym Malezję, jeszcze nie było brytyjskich baz na Borneo, ledwie kilka asfaltowych dróg i jeden pełnomorski port na wyspie Labuan.
Generał Walker ostatecznie utworzył brytyjskie i Wspólnoty Narodów siły, które zaczęły dominować na granicy i w końcu ukróciły uporczywe wtargnięcia na ten obszar. Konflikt ten pochłonął 114 ofiar śmiertelnych i 180 rannych.
Radfan
Góry Radfan położone są 60 mil na północ od Adenu. Emiraty i Szejkanaty w Adenie akceptowały brytyjską ochronę od czasu tureckiej inwazji na Jemen i okoliczne terytoria w roku 1870.
W roku 1964 sytuacja się pogorszyła. Nowy rząd republikański w sąsiednim Jemenie, wspierany przez prezydenta Egiptu Nasera, siał ferment w sułtanatcie Górnego Yafa, który był jednym z zachodnich stanów Adenu odrzucającym federację z Arabią Saudyjską.
Stało się jasne, że kampania przeciwko Federacji Arabii Saudyjskiej była opłacana przez Jemen i egipskie plemiona Radfan. Ich głównym zamierzeniem było zamknięcie głównej drogi z Adenu do jemeńskiego miasta granicznego Dhala.
Jednak kampania zorganizowana przez personel brytyjski i żołnierzy Federacji szybko i efektywnie pokonała Radfanów.
South Arabia
Ta kampania jest podobna do kampanii Radfan ponieważ obydwie były wspierane przez Egipcjan, w celu zakończenia brytyjskiej obecności w Adenie i zakończenia budowania zalążka Federacji Arabii Saudyjskiej.
Kampania terrorystyczna 1964–1967 była rywalizacją ugrupowań chcących przejąć kontrolę nad tym obszarem i upewnienie się, że Brytyjczycy nigdy więcej nie zaznaczą swojej obecności militarnej po planowanym, nie później niż w roku 1968 uzyskaniu niepodległości przez Federację Arabii Saudyjskiej.
W czasie tej 3-letniej kampanii nastąpiło wiele ataków terrorystycznych na cywilne i wojskowe cele. W obu kampaniach brytyjska armia straciła 90 zabitych i 510 rannych.
Okresem kwalifikacyjnym było 30 dni służby w Arabii Saudyjskiej pomiędzy 1 sierpnia 1964 i 30 listopada 1967.
Malay Peninsula
Ta kampania była rozszerzeniem konfliktu na Borneo, gdzie brytyjscy i malezyjscy żołnierze walczyli przeciwko indonezyjskim rebeliantom. W 1964 Prezydent Indonezji zadecydował o ataku na ląd Malezji. Lądowisko dla spadochroniarzy zostało zorganizowane w Johore.
Klamra została ustanowiona za akcje w malezyjskiej dżungli, w odróżnieniu od operacji na Borneo.
Okres kwalifikacji to 30 dni służby na Półwyspie Malajskim pomiędzy 17 sierpnia 1964 i 11 sierpnia 1966.
South Vietnam
ta klamra ustanowiona została nakazem królewskim 8 czerwca 1968 w celu nagradzania australijskiego personelu. Wydano 68 klamer i wszystkie zostały wręczone członkom Australian Army Training Team.
Były różne okresy kwalifikacji pomiędzy 24 grudnia 1962 i 29 maja 1964:
- 30 dni służby na okrętach pływających po wodach wewnętrznych lub poza wietnamskim wybrzeżem.
- 1 dzień służby w jednostce lądowej;
- 1 wypad bojowy;
- 30 dni służby podczas oficjalnej wizyty.

Za służbę po 29 maja 1964 personel był nagradzany medalem The Australian Vietnam Medal.
Northern Ireland
Klamra ustanowiona dla nagradzania personelu zaangażowanego przy zaprowadzaniu porządku i prawa w Irlandii Północnej.
Głównym okresem kwalifikacji były 30 dni nieprzerwanej służby od 14 sierpnia 1969. Okres ten mógł być przerwany lub skrócony wskutek odniesionych ran lub śmierci.
Klamra była nadawana do roku 2005.
Dhofar
W roku 1965 górski lud Dhofar (teraz Oman) zbuntował się przeciwko pułkom Sułtana Said ibn-Taimur. Bunt się osłabił kiedy w roku 1967 Brytyjczycy opuścili Stan Aden. Nowy komunistyczny rząd w Jemenie podarował ważne bazy rebeliantom.
W 1970 było jasne że Sułtan przegra wojnę, chyba że wygra kilka akcji. 23 lipca 1970 syn Sułtana Kabus ibn-Said przeprowadził zamach stanu obalając ojca, rozbudował siły zbrojne i poprosił brytyjczyków o wsparcie.
Brytyjskie specjalne siły lotnicze British Special Air Forces (SAS) prowadziły szkolenie lokalnych wojsk, Royal Engineers – królewscy saperzy dostarczali cywilne i wojskowe technologie, a oficerowie RAF budowali nowe siły powietrzne Sułtana. Dodatkowo wielu brytyjskich oficerów latało w lotnictwie Sułtana (SAF). Jordania i Iran również oferowały pomoc.
W okresie kwalifikacyjnym pomiędzy 1 października 1969 i 30 września 1976, brytyjczycy stracili 24 zabitych i 55 rannych.
Lebanon
W roku 1982 podczas próby usunięcia baz Organizacji Wyzwolenia Palestyny, z których atakowano Izrael, Izrael najechał na Liban i uderzył w kierunku północnym w stronę Bejrutu, stolicy kraju.
W październiku 1982 do Bejrutu zostały wysłane oddziały pokojowe ONZ, składające się z żołnierzy USA, Francji, Włoch i Wielkiej Brytanii. Wszystkie kontyngenty ucierpiały na tym (241 amerykańskich Marines zginęło w jednym ataku, a 58 francuskich żołnierzy w innym ataku samobójczym), natomiast brytyjscy żołnierze byli w innym miejscu i nie ponieśli strat.
Mine clearance
Za służbę w Zatoce Sueskiej w okresie od 15 sierpnia do 15 października 1984.
Gulf
Za służbę w okresie od 17 listopada 1986 do 31 października 1988 oraz za rozminowywanie Zatoki Perskiej do 28 lutego 1989.
Kuwait
Za służbę w Kuwejcie w okresie od 8 marca do 30 września 1991.
N. Iraq & S. Turkey
Za służbę w północnym Iraku i/lub w południowej Turcji w okresie od 6 kwietnia do 17 lipca 1991.
Air Operations Iraq
Ustanowiona w roku 1991, nadawana do 30 kwietnia 2003.

## Opis medalu
awers: przedstawia popiersie królowej Elżbiety II z inskrypcją na obwodzie ELIZABETH II DEI GRATIA REGINA F.D.
rewers: w kole z wieńca królewska korona, pod nią napis FOR CAMPAIGN SERVICE